# 黄旭華
黄 旭華（こう きょくか、1926年3月12日 - 2025年2月6日）は、中国の機械工学者。中国工程院の院士。中国船舶重工集団719研究所の名誉所長。中国初の原子力潜水艦の開発に貢献。

## 略歴
1926年、広東省汕尾市に生まれる。
1949年、上海交通大学卒業。
1958年、中国原子力潜水艦開発の計画に選出され、遼寧省葫芦島の研究所で勤務。
1974年、設計した1番艦「長征1号」就役。
1983年、二代目の原潜総設計者に就任。
1994年、中国工程院院士に選出。
2025年2月6日、病気により武漢市で死去。99歳没。

## 受賞歴
（中国政府による賞）
- 2013年 - 感動中国年度人物
- 2017年11月 - 全国道德模範[5]
- 2018年4月 - 「世界に影響を与えた華人」名誉賞[6]
- 2019年9月 - 共和国勲章
- 2019年9月 -「最美奮闘者」称号[7]

## 争議
中国政府系メディアは、黄をたたえる記事を掲載。国家機密を守るため人知れず生活し、30年間も父母に消息を知らせなかったなどとして、黄の国家に対する無私の貢献ぶりを紹介し、中国の「原子力潜水艦の父」と称した。
一方で批判的な意見も見られる。2018年4月、山東省の元弁護士はネットで「30年も父母と音信不通となるのは、親不孝の畜生だ」などと批判した。その後、県公安局は捜査に着手し、元弁護士に10日間の行政拘留と罰金500人民元の支払いを命じた。
2018年11月、中国の作家李忠効は中国海軍の歴史を振り返り、原子力潜水艦は多くの科学者によって共同で開発されたものであり、「父」はいないと述べた。なお、原艦の研究開発に参加した研究者は関連部門に手紙を書き、「共和国勲章」は黄旭華氏ではなく、一代目の総設計者である彭士禄に授与すべきと主張した。